# Josef Macůrek
Josef Macůrek (31. března 1901 Chomýž — 20. dubna 1992 Brno) byl český historik, žák Jaroslava Bidla, profesor na Filozofické fakultě Masarykovy univerzity. Odborně se zabýval raně novověkými dějinami střední a východní Evropy, především dějinami Polska, Maďarska a Rumunska.

## Život
Josef Macůrek studoval na Arcibiskupském gymnáziu v Kroměříži, poté studoval historii na Filozofické fakultě Univerzity Karlovy, kde v roce 1925 absolvoval s titulem PhDr. V roce 1930 se stal docentem, v roce 1935 byl jmenován mimořádným a v roce 1939 řádným profesorem. Už během studia absolvoval zahraniční cestu do Rumunska (1923–1924), později také do Polska (1925–1926) a Francie (1929–1930). Od roku 1935 do roku 1970 působil na Filozofické fakultě Masarykovy univerzity v Brně. Dobu uzavření českých vysokých škol v letech 1939–1945 využil k přípravě knih, které pak vydal v letech 1945–1948. V letech 1946–1947 působil jako děkan Filozofické fakultě Masarykovy univerzity. Po roce 1948 obrátil svůj zájem ke studiu valašského osídlení, k česko-slovenským a česko-polským vztahům v minulosti. V roce 1970 odešel do penze.

## Ocenění
- 1965 čestný doktorát univerzity ve Wroclawi

## Publikace
- Husitství v rumunských zemích. Brno 1927.
- Dozvuky polského bezkráloví z roku 1587, příspěvek k osvětlení snah rodu habsburského o získání koruny polské v letech 1588-94. Praha 1929.
- Rumunsko ve své minulosti a přitomnosti. Praha 1930.
- Dějiny Maďarů a uherského státu. Praha 1934.
- Dějepisectví evropského východu. Praha 1946.
- Dějiny východních Slovanů 1.-3. Praha 1947.
- Dějiny polského národa. Praha 1948.
- Rok 1848 a Morava. Brno 1948.
- Valaši v západních Karpatech v 15.-18. století. Ostrava 1959.
- České země a Slovensko : (1620-1750). Brno 1969.
- Pod Hostýnem a Křídlem : úvahy o osudech vesnického lidu ve 14.-19. století. Brno : Musejní spolek, 1975. 220 s.
- Úvahy o mé vědecké činnosti a vědeckých pracích. Brno 1998